# 狭叶叉柱花
狭叶叉柱花（学名：Staurogyne stenophylla）是爵床科叉柱花属的植物，其种加词“stenophylla”意为“窄叶的”。中国特有植物。分布在中国大陆的海南等地，生长于海拔1,700米的地区，见于密林下，目前尚未由人工引种栽培。

## 别名
叉柱花（海南植物志）